# Zhuzhou
Zhuzhou ou Chuchow (株洲) é uma cidade da província de Hunan, na China. Localiza-se no leste da província, nas margens do rio Xiang. Tem cerca de 3 855 609 habitantes(2010).  Era uma pequena vila até ao desenvolvimento industrial iniciado nos anos 50 do século XX.